# Misandrie
Misandrie je opovržení, či spíše nenávist k jedincům mužského pohlaví. Žena, co nenávidí muže. Taktéž žena, co neustále napadá muže, ať už slovně či fyzicky. Popřípadě účelová forma diskriminace vůči mužům. Může docházet i k znevýhodňováni ve vzdělávacím systému a v populární kultuře.
Misandrie se projevuje v mnoha směrech, zejména jako sexuální diskriminace, pomluva mužského pohlaví, násilí vůči mužům a také sexuální objektifikace.
Vystavování mužů misandrii může vyústit v negativní postoje vůči manželství a otcovství. Také může způsobovat psychickou frustraci nebo pocit marginalizování a nespravedlivého posuzování mužského pohlaví.

## Kořeny
Misandrie je opakem 'misogynie', přičemž slovo samotné vzniklo z řeckého misos (μῖσος, "nenávist") a anēr, andros (ἀνήρ, gen. ἀνδρός; "muž"). První použití slova misandrie se dá dohledat již v 19. století. Snad vůbec poprvé se tento výraz objevil roku 1871 v britském týdeníku The Spectator.